# Кокшарка
Кокшарка — деревня в Бабушкинском районе Вологодской области. Административный центр Подболотного сельского поселения.
Расстояние до районного центра села имени Бабушкина по автодороге — 108 км. Ближайшие населённые пункты — Городищево, Заборье, Дудкино, Ляменьга, Скоково, Бучиха, Коршуниха, Суздалиха.
Население по данным переписи 2002 года — 153 человека (78 мужчин, 75 женщин). Преобладающая национальность — русские (99 %).
В Кокшарке расположен храмовый комплекс (церковь Благовещения, часовня, южный корпус, северный корпус, амбар) — памятник архитектуры.